# Elena Sánchez Sánchez
Elena Sánchez Sánchez, als crèdits Elena S. Sánchez (Toledo, 29 de maig de 1979), és una periodista i presentadora de televisió espanyola.

## Biografia
Es va criar al municipi de Gavilanes, Àvila, d'on era originari el seu pare. És llicenciada en periodisme per la Universitat Complutense de Madrid i màster en periodisme de televisió per la Universitat Rey Juan Carlos de Madrid.2022
El 2001 va entrar a formar part del Canal Toros de Via Digital com a membre de l'equip de Tendido Cero de TVE. Des de llavors i, després d'un breu pas per Antena 3, la seva carrera està vinculada a TVE. Eln 2004 és contractada pels Serveis Informatius de la cadena pública, on roman durant anys com un dels rostres visibles de l'àrea de cultura.
El 2008 va passar al Canal 24 Horas com a presentadora d'informatius i posteriorment del programa cultural La Tarde en 24 horas.
El 2011 va fer el salt a La 1, per a presentar, durant l'estiu, Gente. Des de 2012 fins a 2014 va ser del rostre del mític programa de crònica social Corazón. Al maig de 2014 deixava Corazón i passava a presentar Cine de Barrio, en substitució de Concha Velasco durant la seva baixa per malaltia. Des de setembre d'aquest any presenta Días de cine, programa de referència per a tot cinèfil.
Des de maig de 2015 ocupa el Prime time de la 2 com a presentadora del programa Historia de nuestro cine, qque repassa la història del cinema espanyol des dels anys 30 fins a l'actualitat i que inclou un col·loqui tots els divendres, amb convidats de l'univers cinematogràfic.
Des de 2012 presenta, cada mes de juliol, el programa especial Viu Sant Fermín
 dedicat a la retransmissió dels tancaments que se celebren a Pamplona durant els Sanfermines.
Entre les múltiples cobertures que ha realitzat al llarg de la seva carrera destaquen Premis Goya, els Premis Príncep d'Astúries, el Premi Cervantes, la presentació de les gales Destino Eurovision o la seva labor com a portaveu dels vots espanyols en els Festivals d'Eurovisió en els anys 2011 i 2012.
Des de gener de 2020 presenta l'espai d'entrevistes de La 2 de TVE Sánchez y Carbonell al costat de Pablo Carbonell.

## Televisió

### Programes de televisió
| Any         | Programa                 | Cadena | Paper          |
| ----------- | ------------------------ | ------ | -------------- |
| 2001        | Tendido Cero             | TVE    | Presentadora   |
| 2008        | Gente                    | TVE    | Durant l'estiu |
| 2011 - 2012 | Festivals d'Eurovisió    | TVE    | Presentadora   |
| 2012 - 2014 | Corazón                  | TVE    | Presentadora   |
| 2012        | Vive San Fermín          | TVE    | Presentadora   |
| 2014        | Cine de Barrio           | TVE    | Presentadora   |
| 2014 - 2019 | Días de cine             | TVE    | Presentadora   |
| 2015 - ¿?   | Historia de nuestro cine | La 2   | Presentadora   |
| 2018 - 2019 | ¡Feliz 2019!             | TVE    | Presentadora   |
| 2020 - ¿?   | Sánchez y Carbonell      | La 2   | Presentadora   |